# Roland Ries (Priester)
Roland Ries (* 23. Juni 1930 in Remagen; † 27. März 2016 in Trier) war ein römisch-katholischer Priester, der von 1982 bis 2000 Vorsitzender des Caritasverbandes für die Diözese Trier war.

## Leben
Der Sohn des Lehrers Leo Ries und dessen Frau Gerta wurde 1930 in Remagen geboren und wuchs in Nauroth/Westerwald, Saarbrücken, Trier und Misdroy/Ostsee auf. 
Nach dem Abitur am Hindenburg-Gymnasium in Trier begann er 1950 ein Studium der Rechtswissenschaften in Bonn; später folgten weitere Studien in München und Münster/Westfalen. Er erlangte 1954 das 1. Juristische Staatsexamen beim Oberlandesgericht Hamm/Westfalen. Im selben Jahr begann er ein Studium der Theologie an der Theologischen Fakultät Trier. Am 11. Juli 1959 spendete ihm Bischof Matthias Wehr die Priesterweihe. Anschließend war Roland Ries Kaplan der Pfarrei St. Matthias in Neuwied.
1962 erfolgte seine Ernennung zum Caritasdirektor für den Regierungsbezirk Koblenz, sechs Jahre später wurde er Kommissarischer Direktor des Caritasverbandes für die Diözese Trier. Von 1968 bis 1982 war er Leiter des Katholischen Büros Mainz, Kommissariat der Bischöfe Rheinland-Pfalz, von 1975 bis 1982 Pfarrverwalter der Pfarrei Undenheim-Hahnheim/Rheinhessen. Von 1982 bis 2000 war Roland Ries Vorsitzender des Caritasverbandes für die Diözese Trier e.V., von 1983 bis 2005 Domkapitular der Hohen Domkirche zu Trier und von 1992 bis 1993 Präsident der Deutschen Krankenhausgesellschaft (DKG).
Am Gründonnerstag 2016 erkrankte Roland Ries so schwer, dass er am Ostersonntag 2016 im Alter von 85 Jahren starb.

## Auszeichnungen und Ehrungen
- 1968–1982 Leiter des Katholischen Büros Mainz, Kommissariat der Bischöfe Rheinland-Pfalz
- 1971 Ernennung zum päpstlichen Ehrenprälaten
- 1973 Verleihung des Bundesverdienstkreuzes 1. Klasse
- 1983–2005 Domkapitular im Kapitel der Hohen Domkirche zu Trier
- 1987 Verleihung des Verdienstordens des Landes Rheinland-Pfalz
- 2003 Verleihung des Großen Bundesverdienstkreuzes
- 2006 Mitherausgeber des Buches "Caritas im Bistum Trier"